# 荘敬蕭皇后
荘敬蕭皇后（そうけいしょうこうごう、生没年不詳）は、遼（契丹）の懿祖耶律薩剌徳の妻。遼の太祖耶律阿保機の曾祖母にあたる。小字は牙里辛。

## 経歴
薩剌徳が彼女の家の前を通ったとき、「同姓なら交わりを結ぶべし、異姓なら結婚すべし」と言った。蕭氏と知って、薩剌徳は彼女に求婚した。男女7人を生んだ。乾統3年（1103年）、荘敬皇后と追尊された。

## 子女

### 男子
1. 耶律叔剌（早逝）
2. 耶律帖剌（字は痕得。迭剌部夷離菫）
3. 耶律勻徳実（玄祖）
4. 耶律褭古直（字は巌母根）

### 女子
娘3人は名が不詳

## 伝記資料
- 『遼史』巻71 列伝第1